# Geologie der Rocky Mountains
Die Geologie der Rocky Mountains umfasst ein recht heterogenes Mosaik aus Erdkrustenschollen (Terranen), die alle eine eigenständige geologische Entwicklung durchlaufen haben.

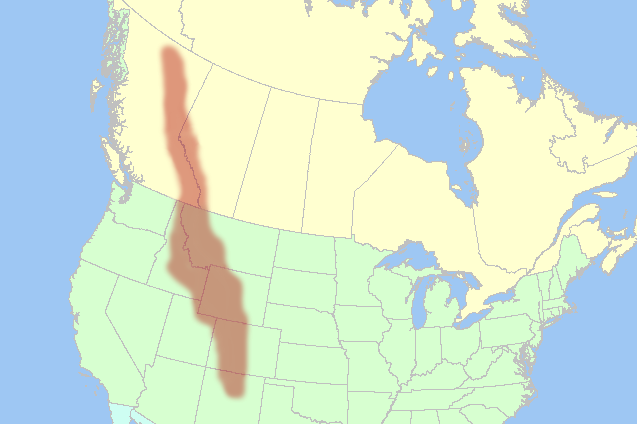
Lage und Erstreckung der Rocky Mountains

Die Rocky Mountains verdanken ihre Entstehung einer intensiven plattentektonischen Aktivität im Mesozoikum und Känozoikum. Drei größere Gebirgsbildungsphasen gestalteten über einen Zeitraum von rund 130 Millionen Jahren den Westen Nordamerikas grundlegend um. Die Bewegungen begannen vor zirka 170 Millionen Jahren im Mittleren Jura und klangen vor rund 40 Millionen Jahren im Mittleren Eozän wieder aus. Die Laramische Gebirgsbildung, die sich über den Zeitraum von 70 bis 40 Millionen Jahren zog, war die letzte dieser drei Phasen. Sie ist verantwortlich für die Heraushebung der Rocky Mountains (in der Größenordnung von rund 2000 Metern).

## Vorläufer – die „Ancestral Rocky Mountains“ (vor 300 Millionen Jahren)
Die so genannten „Ancestral Rocky Mountains“ waren eine alte paläozoische Bergkette des westlichen Nordamerikas, sie lagen in etwa an der Stelle der heutigen südlichen Rocky Mountains in Colorado. Diese Bergkette hatte sich vor circa 300 Millionen Jahren während des Oberkarbons gebildet – in etwa zeitgleich mit der in Europa, Eurasien und im westlichen Nordafrika ablaufenden variszischen Orogenese. Das damalige Hebungsgebiet des heutigen Colorado war zum damaligen Zeitpunkt größtenteils von einem flachen Meer bedeckt. Es entstanden im Verlauf der orogenetischen Bewegungen zwei inselartige Hochgebiete, die von Geologen als Frontrangia und Uncompahgria bezeichnet werden – in etwa identisch mit der heutigen Front Range und den San Juan Mountains. Sie bestanden hauptsächlich aus präkambrischen metamorphen Gesteinen, die sich infolge der tektonischen Bewegungen ihren Weg durch die auflagernde Sedimenthülle gebahnt hatten. Die Sedimenthülle bestand in der Hauptsache aus Kalksedimenten, die in der Flachsee während des Paläozoikums abgelagert worden waren.

## Entwicklung im Mesozoikum bis zur Laramischen Gebirgsbildung (vor 170 - 70 Millionen Jahren)

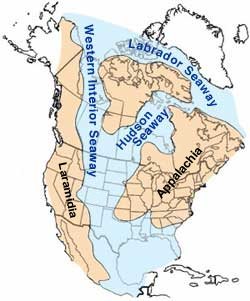
Meeresarm während der Kreide

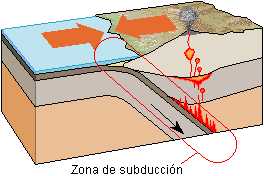
Subduktion einer ozeanischen Platte unter eine kontinentale Platte an einer konvergenten Plattengrenze. Die ozeanische Platte taucht in einem relativ steilen Winkel (etwas übertrieben dargestellt) ab. Eine Vulkankette entsteht oberhalb der abtauchenden Platte.

Ab dem Einsetzen der tektonischen Bewegungen in der zweiten Hälfte des Mesozoikums wurden dem damaligen Westrand des nordamerikanischen Kontinents Schollen aus differenzierterer Erdkruste in bedeutendem Umfang angegliedert. Diese ortsfremden Terrane wurden dabei von bzw. auf der nach Osten subduzierenden ozeanischen Farallon-Platte an den Kontinentalrand herangeführt, gelangten in die Subduktionszone, wurden jedoch aufgrund ihrer geringen Dichte nicht subduziert, sondern von der ozeanischen Platte abgeschert und dem Kontinentalrand angegliedert (akkretiert). Die Terrane repräsentieren vorzugsweise Inselbögen (vergleichbar in etwa mit Japan, den Marianen oder den Aleuten) oder aus solchen durch vormalige Inselbogen-Inselbogen-Kollisionen hervorgegangene Kleinkontinente.
Das während des Subduktionsprozesses oberhalb der abtauchenden ozeanischen Kruste im oberen Erdmantel entstehende Magma durchdrang die kontinentale Kruste des Nordamerikanischen Kontinents landeinwärts bis auf eine Entfernung von 300 bis 500 Kilometern. So entstand eine große bogenförmige vulkanische Bergkette. In tiefere Bereiche wurden riesige Mengen an Gesteinsschmelze intrudiert, die dort langsam abkühlten und zu den großen magmatischen Körpern (Plutonen) erstarrten, die heute die Sierra Nevada aufbauen.
Die im Verlauf des Mesozoikums im Bereich der Rockies abgelagerten Sedimente waren mariner, transitioneller und kontinentaler Natur, regional und zeitlich gesehen veränderten sie gemäß den jeweils herrschenden Krustenbedingungen ihren Charakter. Bis zu Beginn der laramischen Bewegungen waren zwischen 3000 und 4500 Meter an Sediment abgelagert worden, die sich auf 15 geologische Formationen verteilten. Die größte Sedimentmächtigkeit entstand während der Kreidezeit, als der Meeresarm des Western Interior Seaway bis in die Rockies vordrang. Ursprungsgebiete der abgelagerten Sedimente sind sowohl der Bereich des Meeresarms als auch der Vulkanbogen der „Ur-Sierra Nevada“.
Über 100 Millionen Jahre blieben die Auswirkungen der Plattenkollisionen im Wesentlichen nur auf den Rand der Nordamerikanischen Platte begrenzt, weit westlich der eigentlichen Rocky Mountains. Erst vor 70 Millionen Jahren machten sie sich dann auch in den Rockies bemerkbar.

## Auftauchen der Rocky Mountains (vor 70 - 40 Millionen Jahren)

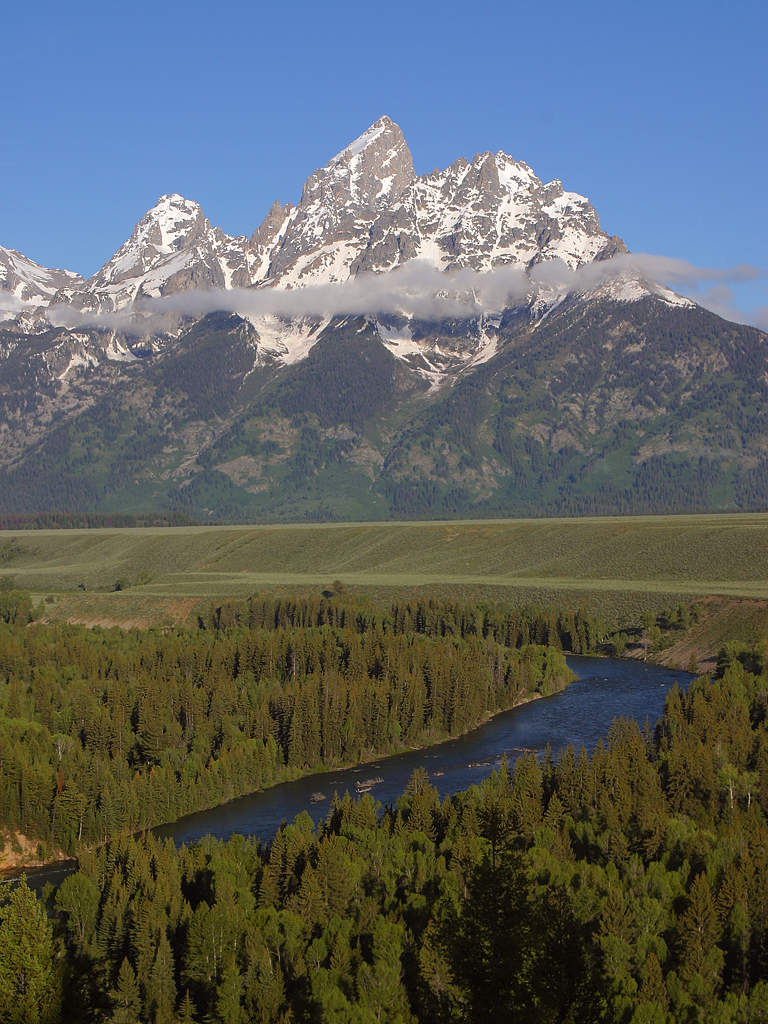
Die Grand Tetons wurden an einer Störung rund 8 km (davon 2 km sichtbar) herausgehoben

Das Auftauchen der Rocky Mountains ist eines der komplexesten geologischen Rätsel. Gebirge entstehen normalerweise 200 bis 400 Kilometer hinter einer Subduktionszone, die Rockies jedoch bildeten sich wesentlich weiter im Hinterland. Die Antwort für diese Diskrepanz dürfte in einer Anomalie der abtauchenden ozeanischen Platte zu suchen sein.
An einer typischen Subduktionszone taucht die ozeanische Platte gewöhnlich unter einem relativ steilen Winkel zurück in den Erdmantel und es entsteht ein vulkanischer Inselbogen oberhalb der subduzierenden Platte. Möglicherweise war dieser Abtauchwinkel während der Entstehung der Rocky Mountains wesentlich flacher, so dass die Zone der Magmenbildung und der damit gekoppelten orogenen Bewegungen wesentlich weiter als normal üblich ins Hinterland zurückversetzt wurde. Es ist anzunehmen, dass der flache Abtauchwinkel der subduzierenden Platte die Reibungskräfte und andere Wechselwirkungen mit der darüber liegenden dicken kontinentalen Krustenmasse erhöhte. Überschiebungen riesigen Ausmaßes stapelten abgescherte Krustenlagen aufeinander – daraus resultierende isostatische Auftauchbewegungen wiederum ließen die Rocky Mountains anschließend zu einem außergewöhnlich breiten und hohen Gebirgszug ansteigen.
Die gegenwärtigen Rockies wurden bei ihrem Anstieg durch die Überbleibsel der ehemaligen Sedimenthülle (Oberkarbon und Perm) der „Ancestral Rocky Mountains“ gedrückt. Aber auch die Sedimente der jüngeren Deckschichten wurden zum Teil spektakulär verformt, insbesondere an den Rändern der einzelnen Bergketten, an denen sie steil aufgestellt wurden. Ein Beispiel dafür ist der Dakota Hogback, eine Sandsteinformation aus der Unterkreide, der die gesamte Ostseite der modernen Rockies mit hohen Einfallswinkeln begleitet.